# Bisdom Fort Worth
Het bisdom Fort Worth (Latijn: Dioecesis Arcis-Vorthensis) is een rooms-katholiek bisdom met als zetel Fort Worth, in de Amerikaanse staat Texas. Het bisdom is suffragaan aan het aartsbisdom San Antonio. 

## Geschiedenis
Het bisdom werd opgericht op 9 augustus 1969, uit delen van het bisdom Dallas-Fort Worth.  

## Parochies
Het bisdom had in 2021 een oppervlakte van 62.030 km2 en telde 3.750.815	inwoners waarvan 27,9% rooms-katholiek was.

## Bisschoppen
- John Joseph Cassata (22 augustus 1969 - 16 september 1980)
- Joseph Patrick Delaney (10 juli 1981 - 12 juli 2005)
- Kevin William Vann (12 juli 2005 - 21 september 2012; coadjutor sinds 17 mei 2005)
- Michael Fors Olson (19 november 2013 - heden)

## Galerij van afbeeldingen

Wapen van het bisdom
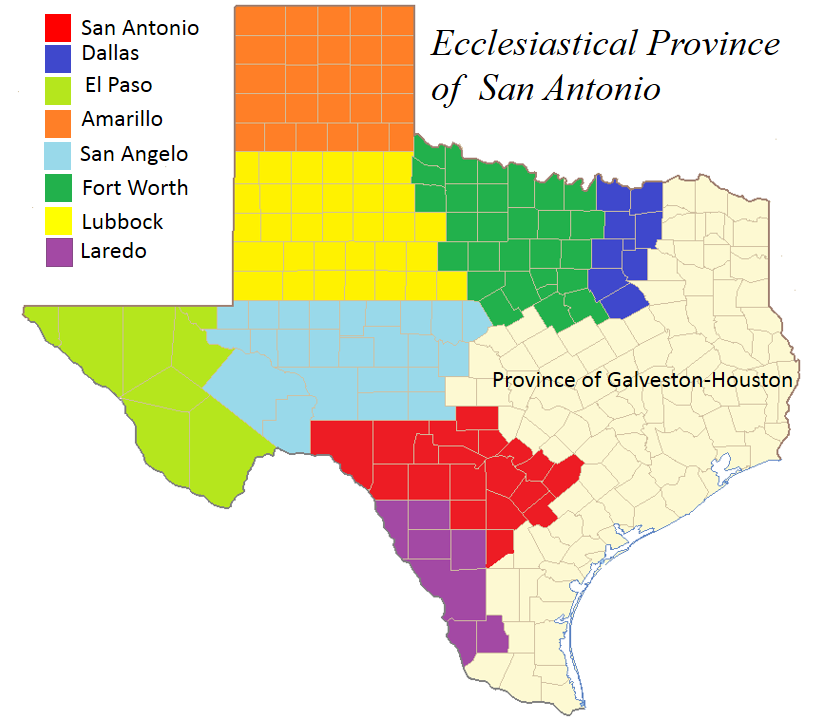
Kerkprovincie met aartsbisdom en suffragane bisdommen
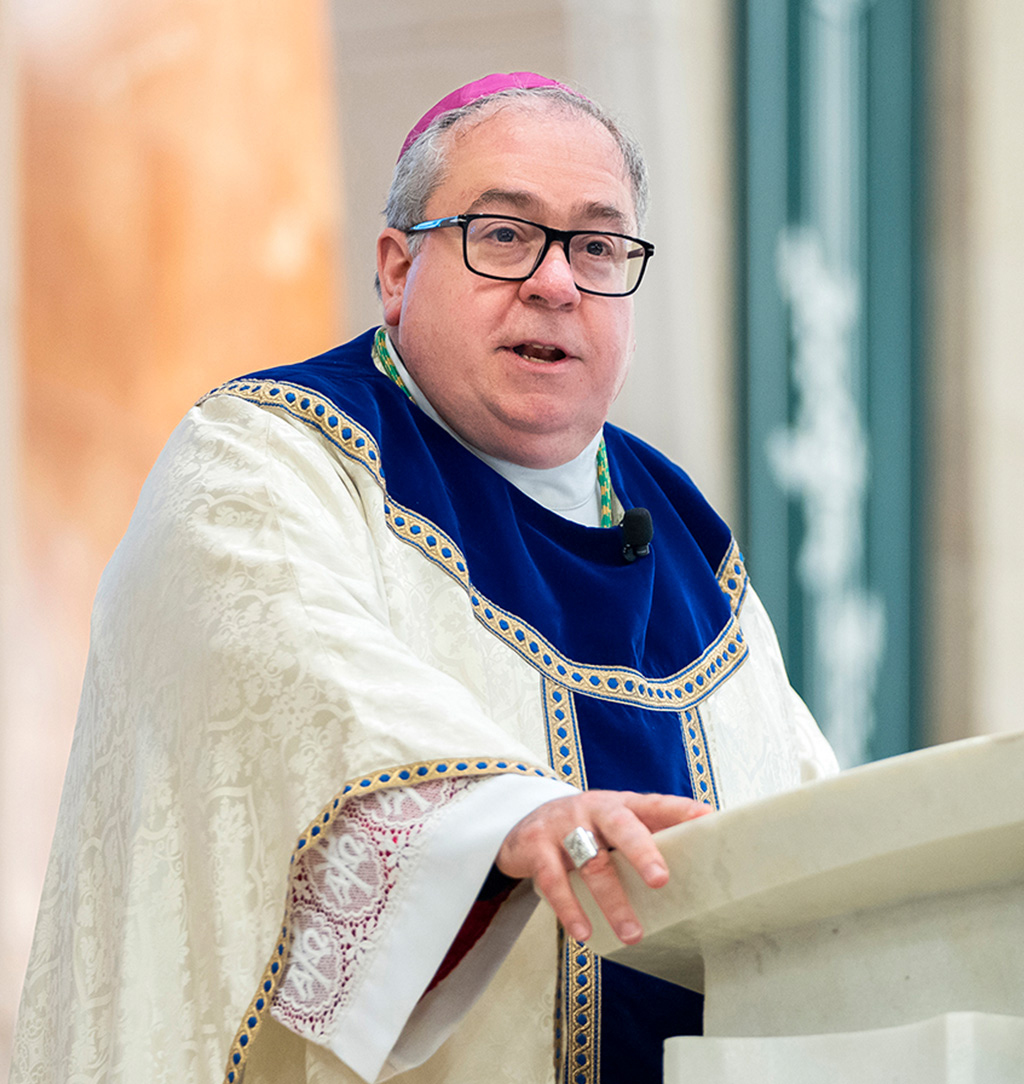
Bisschop Michael Fors Olson (2013-heden)

San Antonio (aartsbisdom) · Amarillo · Dallas · El Paso · Fort Worth · Laredo · Lubbock · San Angelo